# Юханссон, Карл (ориентировщик)
Карл Юханссон (швед. Karl Johansson; род. 15 июня 1940) — шведский ориентировщик, победитель второго чемпионата мира по спортивному ориентированию.
Карл Юханссон стал победителем второго чемпионата мира 1968 года в индивидуальной гонке, выиграв у своего соотечественника Стуре Бьёрка чуть больше минуты.
В том же году в составе эстафетной команды Швеции (Стуре Бьёрк, Карл Юханссон, Стен-Улоф Карлстрём, Ёран Элунд) завоевал золотые медали чемпионата мира.
На следующем чемпионате мира 1970 года, проходившем в восточногерманском городе Эйзенах, стал серебряным призёром в эстафете.